# Kazuichi Hanawa
Kazuichi Hanawa (花輪和一, Hanawa Kazuichi) (nascido a 17 de abril de 1947) é um artista japonês de mangá.

## Vida e trabalho
Hanawa nasceu em Yorii, Prefeitura de Saitama. Desde 1970 que trabalha como ilustrador. Depois de ler as obras de Yoshiharu Tsuge, ele decidiu mudar para a banda desenhada. O primeiro trabalho de Hanawa como cartonista foi em 1971 com o conto "Kan no Mushi" (かんのむし) sobre um menino cuja mãe o envia para um acupunturista sádico, na revista de mangá alternativa Garo, onde passou a trabalhar. De 1992 a 1994, desenhou a série de mangá Tensui (天水) para a revista Afternoon, que alcançou uma circulação muito maior do que Garo e publicações similares. Através do seu trabalho para Afternoon e outras revistas tradicionais, como Manga Action e Super Action, ele tornou-se conhecido por um público mais amplo. Desde 1998, Hanawa trabalha para o AX, o sucessor de Garo.
Em dezembro de 1994, foi preso por posse ilegal de armas modelo modificadas e condenado a três anos de prisão. Posteriormente, trabalhou no mangá Na Prisão (刑務所の中, Keimusho no Naka), relembrando a sua detenção, pelo qual foi indicado ao Prémio Cultural Osamu Tezuka de 2001. Esta obra autobiográfica tornou-se um best-seller e recebeu uma adaptação cinematográfica em 2002 sob a direção de Yoichi Sai. Masanao Amano descreve como o "realismo excecional" da obra é quase avassalador para o leitor: "Devido ao estilo documental sem qualquer sensação de desejo e mensagem política, [o leitor] é completamente sugado para o trabalho".
Hanawa é considerado por vezes o sucessor de Yoshiharu Tsuge. No início da sua carreira, dedicou-se ao estilo ero-guro e criou obras erótico-grotescas, como Akai Yoru (赤ヒ夜), sobre um samurai que rejeita os seus pensamentos de vingança e é levado ao suicídio pela sua esposa, e Niku Yashiki (肉屋敷). Muitas dessas obras eram paródias do militarismo e dos valores tradicionais da cultura japonesa. Desde o início da década de 1980 que os seus mangás foram influenciados espiritualmente pelo budismo e localizados principalmente no Japão dos períodos Edo e Meiji e num cenário futurista. Os rostos das suas personagens lembram Ukiyo-e ; os seus desenhos são detalhados e escuros.
A sua obra foi traduzida para o inglês, espanhol, português, francês e italiano.

## Obra
| Ano de lançamento | Nome                             | Serializaçãp              | Ref. |
| ----------------- | -------------------------------- | ------------------------- | ---- |
| 1972              | Hanawa Kazuichi Shoki Sakuhinshu | Garo                      |      |
| 1979              | Otogizoushi                      | Nenhuma                   |      |
| 1981              | Comics Underground Japan         | Garo                      |      |
| 1992              | Tensui                           | Afternoon                 |      |
| 1998              | Keimusho no Naka                 | AX                        |      |
| 2000              | Nippon Mukashibanashi            | Nenhuma                   |      |
| 2001              | Keimusho no Mae                  | Big Comic Original Zoukan |      |
| 2005              | Japon                            | Nenhuma                   |      |